# Arctosa kiwuana
Arctosa kiwuana este o specie de păianjeni din genul Arctosa, familia Lycosidae. A fost descrisă pentru prima dată de Strand, 1913. Conform Catalogue of Life specia Arctosa kiwuana nu are subspecii cunoscute.